# Gare d'Hérinnes
Ne doit pas être confondu avec Gare d'Hérinnes-Warcoing.
La gare de Hérinnes (nom officiel, sur le réseau, en flamand et en français : Herne) est une gare ferroviaire belge de la ligne 123, de Grammont à Braine-le-Comte. Elle est située sur le territoire de la commune de Hérinnes dans la province du Brabant flamand, en région flamande.

## Situation ferroviaire
La gare d'Hérinnes est située au point kilométrique (PK) 12,2 de la ligne 123, de Grammont à Enghien et Braine-le-Comte, entre les gares ouvertes de Tollembeek et d’Enghien.

## Histoire
La gare de « Hérinnes-lez-Enghien » est mise en service le 1er mars 1871 par l’administration des chemins de fer de l'État belge exploitante de la ligne du « Chemin de fer de Braine-le-Comte à Gand », en service depuis 1867.
L'aspect de la gare d'Hérinnes avant la construction du bâtiment actuel à une date indéterminée n'est pas connu ; il avait été agrandi en 1886. Ce dernier est un bâtiment de plan type 1895, appartenant à une famille de gares construites dans toute la Belgique de 1895 à 1914.
Le bâtiment de la gare, en très bon état de conservation, a été classé au patrimoine architectural flamand en 1997. Il possède notamment une marquise de quai débordante et de nombreux détails d'origine.
Les quais ont été surhaussés en 2011. Des marches d'escalier permettent la transition entre la nouvelle hauteur de quai et le niveau d'origine le long du bâtiment.
Depuis le 28 juin 2013, les guichets de vente de billets de cette gare sont fermés et la gare n'est plus qu’un arrêt sans personnel.

### Nom de la gare
En 1896, la gare porte un double nom « Hérinnes-lez-Enghien/Herne-bij-Edingen ». En 1916, le nom de la gare est modifié en « Herne ».
Toutefois, dans les années 1920, le nom étant indiqué sur le pignon du bâtiment de la gare était toujours « Herne-bij-Edingen ».

## Service des voyageurs

### Accueil
Halte SNCB, c'est un point d'arrêt non géré (PANG) à accès libre. Elle équipée d'un automate pour l'achat des titres de transports et elle dispose d'aménagement pour les personnes en situation de handicap : toilette aménagé et quais surélevé.

### Desserte
Hérinnes est desservie par des trains Suburbains (S5 et S6),.

#### Semaine
En semaine, la gare est desservie par des trains S6 entre Schaerbeek et Denderleeuw via Bruxelles-Central, Hal, Enghien, et Grammont, circulant toutes les heures.
Des trains supplémentaires en heure de pointe (S5 et S6) se rajoutent à la desserte régulière d'Hérinnes :
- huit trains S5 de Malines à Grammont via Evere, Schuman, Hal et Enghien (trois dans le sens Grammont - Malines et deux dans le sens inverse le matin ; trois dans le sens Malines - Grammont l'après-midi) ;
  - le matin, un de ces trains S5 est scindé en gare de Grammont et continue vers Denderleeuw en tant que train P (rapide) tandis que l'autre moitié circule comme train S6 (à arrêts fréquents) vers la même gare de Denderleeuw.
- un train S6 Grammont - Bruxelles-Midi qui poursuit ensuite sa route comme train S8 en direction d'Ottignies (le matin) ;
- un train S6 Grammont - Schaerbeek (le matin, retour l'après-midi) ;
- un train S6 Bruxelles-Midi - Grammont provenant de la gare d'Ottignies en tant que train S8 (l'après-midi) ;
- un train S6 Enghien - Grammont (en fin d'après-midi).

#### Week-ends et fériés
Les week-ends et jours fériés, Hérinnes est seulement desservie par un train S6 chaque heure reliant Schaerbeek à Denderleeuw.

## Comptage voyageurs
Ce graphique et tableau montre le nombre de voyageurs embarquant en moyenne durant la semaine, le samedi et le dimanche.
| Nombre de passagers qui embarquent à la gare d'Hérinnes | Nombre de passagers qui embarquent à la gare d'Hérinnes | Nombre de passagers qui embarquent à la gare d'Hérinnes | Nombre de passagers qui embarquent à la gare d'Hérinnes |
|                                                         | Semaine                                                 | Samedi                                                  | Dimanche                                                |
| ------------------------------------------------------- | ------------------------------------------------------- | ------------------------------------------------------- | ------------------------------------------------------- |
| 1977                                                    | 500                                                     | 84                                                      | 47                                                      |
| 1978                                                    | 486                                                     | 63                                                      | 42                                                      |
| 1979                                                    | 462                                                     | 73                                                      | 52                                                      |
| 1980                                                    | 559                                                     | 49                                                      | 27                                                      |
| 1981                                                    | 517                                                     | 50                                                      | 51                                                      |
| 1982                                                    | 415                                                     | 40                                                      | 32                                                      |
| 1983                                                    | 463                                                     | 46                                                      | 37                                                      |
| 1984                                                    | 487                                                     | 66                                                      | 65                                                      |
| 1985                                                    | 456                                                     | 66                                                      | 58                                                      |
| 1986                                                    | 560                                                     | 78                                                      | 66                                                      |
| 1987                                                    | 709                                                     | 89                                                      | 73                                                      |
| 1988                                                    | 465                                                     | 97                                                      | 73                                                      |
| 1989                                                    | 517                                                     | 81                                                      | 61                                                      |
| 1990                                                    | 208                                                     | 60                                                      | 51                                                      |
| 1991                                                    | 530                                                     | 75                                                      | 44                                                      |
| 1992                                                    | 551                                                     | 77                                                      | 55                                                      |
| 1993                                                    | 548                                                     | 75                                                      | 54                                                      |
| 1994                                                    | 590                                                     | 69                                                      | 42                                                      |
| 1995                                                    | 576                                                     | 66                                                      | 34                                                      |
| 1996                                                    | 614                                                     | 64                                                      | 56                                                      |
| 1997                                                    | 607                                                     | 38                                                      | 38                                                      |
| 1998                                                    | 422                                                     | 36                                                      | 8                                                       |
| 1999                                                    | 276                                                     | 28                                                      | 13                                                      |
| 2000                                                    | 322                                                     | 26                                                      | 22                                                      |
| 2001                                                    | 274                                                     | 20                                                      | 18                                                      |
| 2002                                                    | 397                                                     | 10                                                      | 14                                                      |
| 2003                                                    | 371                                                     | 20                                                      | 8                                                       |
| 2004                                                    | 400                                                     | 20                                                      | 24                                                      |
| 2005                                                    | 392                                                     | 24                                                      | 12                                                      |
| 2006                                                    | 322                                                     | 21                                                      | 18                                                      |
| 2007                                                    | 412                                                     | 23                                                      | 16                                                      |
| 2008                                                    | -                                                       | -                                                       | -                                                       |
| 2009                                                    | 401                                                     | 16                                                      | 8                                                       |
| 2010                                                    | -                                                       | -                                                       | -                                                       |
| 2011                                                    | -                                                       | -                                                       | -                                                       |
| 2012                                                    | 364                                                     | 25                                                      | 16                                                      |
| 2013                                                    | 401                                                     | 29                                                      | 4                                                       |
| 2014                                                    | 375                                                     | 35                                                      | 12                                                      |
| 2015                                                    | 351                                                     | 54                                                      | 37                                                      |
| 2016                                                    | 369                                                     | 60                                                      | 50                                                      |
| 2017                                                    | 371                                                     | 51                                                      | 50                                                      |
| 2018                                                    | 319                                                     | 52                                                      | 55                                                      |
| 2019                                                    | 326                                                     | 65                                                      | 63                                                      |
| 2020                                                    | 239                                                     | 54                                                      | 52                                                      |
| 2021                                                    | -                                                       | -                                                       | -                                                       |
| 2022                                                    | 468                                                     | 51                                                      | 67                                                      |
| 2023                                                    | 526                                                     | 147                                                     | 122                                                     |
| 2024                                                    | 562                                                     | 92                                                      | 95                                                      |